# Johnny Neel
Johnny Neel (Wilmington, 11 giugno 1954 – Wilmington, 6 ottobre 2024) è stato un cantante e musicista statunitense.

## Biografia
Neel nasce a Wilmington e all'età di 12 anni debutta con un singolo intitolato Talking about People. Sempre con la stessa formazione pubblica successivamente due album autoprodotti.
Verso la metà degli anni 80 si trasferisce a Nashville dove si dedica ad un'intensa attività musicale suonando con un gran numero di band e musicisti locali e dove incontra Dickey Betts che lo invita ad entrare a far parte della sua band. Neel lavorerà all'album solista di Dickey Betts.
Gregg Allman, impressionato dall'ottimo lavoro con le tastiere e l'armonica ottenuto nel disco di Betts, convince Neel ad entrare a far parte della Allman Brothers Band appena riformatasi. Nel 1989 Neel partecipa alla realizzazione di Seven Turns, nono album del gruppo, sia in veste di musicista che di compositore.
Nel 1994 viene pubblicato l'album Johnny Neel & The Last Word in collaborazione con Warren Haynes, Jack Pearson (Allman Brothers) alla chitarra e Delbert McClinton all'armonica a bocca.
L'anno seguente registra l'album dal vivo Comin’ Atcha a cui partecipano molti dei musicisti della band di supporto The Last Word.
Nel 2000 lavora al suo Late Night Breakfast avvalendosi della partecipazione sia di membri della sua The Last Word band, sia di musicisti del calibro di Shane Theriot (The Neville Brothers), e Rick Vito (Fleetwood Mac).
Sempre nel 2000 Neel entra a far parte dei Blue Floyd, una jam tribute band ai Pink Floyd insieme a Marc Ford (chitarrista dei Black Crowes), Matt Abts (batterista dei Gov't Mule), Berry Oakley Jr. (bassista OKB) e Allen Woody (già con Allman Brothers / Gov't Mule).
Nel 2002 assieme a Matt Abts realizza l'album omonimo del progetto X2 per la Silverwolf.
Nel 2004 viene pubblicato Gun Metal Blue che vanta la partecipazione di Chris Anderson (Outlaws), George Marinelli (Bonnie Raitt), e Pat Bergeson (Chet Atkins), Vince Santoro (The Highwaymen), e la cantante Joanna Cotten.
Nello stesso periodo si dedica ad un progetto parallelo che si materializza con The Italian Experience. Il lavoro, prodotto in Italia, si avvicina a sonorità jazz includendo strumenti quali archi e fiati. Al progetto Italiano partecipano i membri dei W.I.N.D., power trio blues-rock di Udine con cui Neel ha collaborato più volte durante i concerti europei
.
Nel 2010 Neel propone un progetto solista dal titolo Harmonious dove si propone solo con la voce e le tastiere.

## Discografia

### Da solista
- 1981 - One Hot Night (Silverwolf Records)
- 1983 - You Should've Been There (Live, Breakin' Records)
- 1995 - Comin’ Atcha Live (Live, Big Mo)
- 2000 - Late Night Breakfast (Silverwolf Records)
- 2004 - Gun Metal Blue (autoprodotto)
- 2004 - Johnny Neel and the Italian Experience
- 2007 - Johhny Neel and the Criminal Element Vol 1 (Breakin' Records)
- 2008 - Johhny Neel and the Criminal Element Vol 2
- 2010 - Johnny Neel and the Criminal Element: CSI Chronicles (Silverwolf Records)
- 2010 - Harmonious
- 2012 - Every Kinda' Blues ...But What You're Used To (Silverwolf Records)

### Progetto X2 (con Matt Abts)
- 2002 - X2 (Silverwolf)